# Округ Пасквотанк (Северна Каролина)
Пасквотанк (енгл. Pasquotank County) је округ у америчкој савезној држави Северна Каролина.

## Демографија
По попису из 2010. године број становника је 40.661, што је 5.764 (16,5%) становника више него 2000. године.
| Група             | 2000.          | 2010.          |
| Белци             | 19.665 (56,4%) | 22.369 (55,0%) |
| Афроамериканци    | 13.975 (40,0%) | 15.355 (37,8%) |
| Азијати           | 300 (0,9%)     | 454 (1,1%)     |
| Хиспаноамериканци | 429 (1,2%)     | 1.642 (4,0%)   |
| Укупно            | 34.897         | 40.661         |